# 홍천 수타사 대적광전
홍천 수타사 대적광전(洪川 壽陀寺 大寂光殿)은 대한민국 강원특별자치도 홍천군 영귀미면, 수타사에 있는 조선시대의 대적광전이다. 1971년 12월 16일 강원특별자치도의 유형문화재 제17호로 지정되었다. 수타사의 주불전(主佛殿)이다.

## 개요
「홍천 수타사 대적광전」은 비로자나불을 본존으로 봉안한 법당으로, 불상 뒤 벽면에 비단 바탕에 채색한 영산회상도를 후불탱화로 걸어두고 있다. 정면 3칸, 측면 3칸의 연목(서까래)과 부연(처마 서까래의 끝에 덧얹는 네모지고 짧은 서까래)이 있는 겹처마 다포계 팔작지붕 건물로 조선 후기의 건축양식을 보여준다.
규모가 크지 않으나, 부재간의 비례가 잘 잡혀 예술성이 높은 조선 후기의 전형적인 불전 건물로 평가된다. 특히, 불전 중심에 불단과 비로자나불이 모셔져 있는 평면 형식과 일부 공포·창방 등에서 조선 중기의 모습을 간직하고 있으며, 1636년(인조 14) 공잠대사의 중건 이후로 중수와 개수에 대해 명확한 사료가 뒷받침되어 건축적·역사적·학술적 가치가 높게 평가된다.

## 갤러리

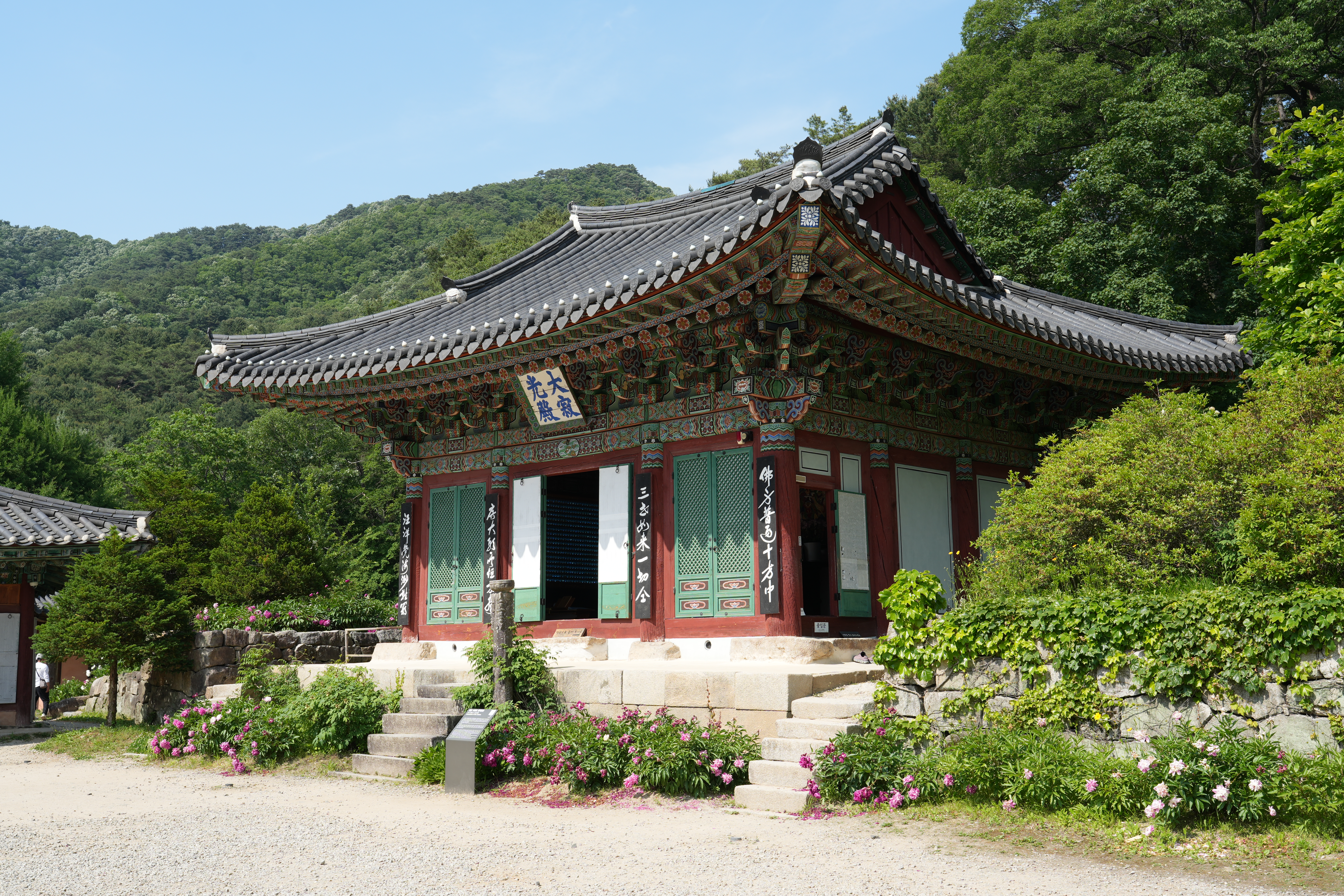
정측면
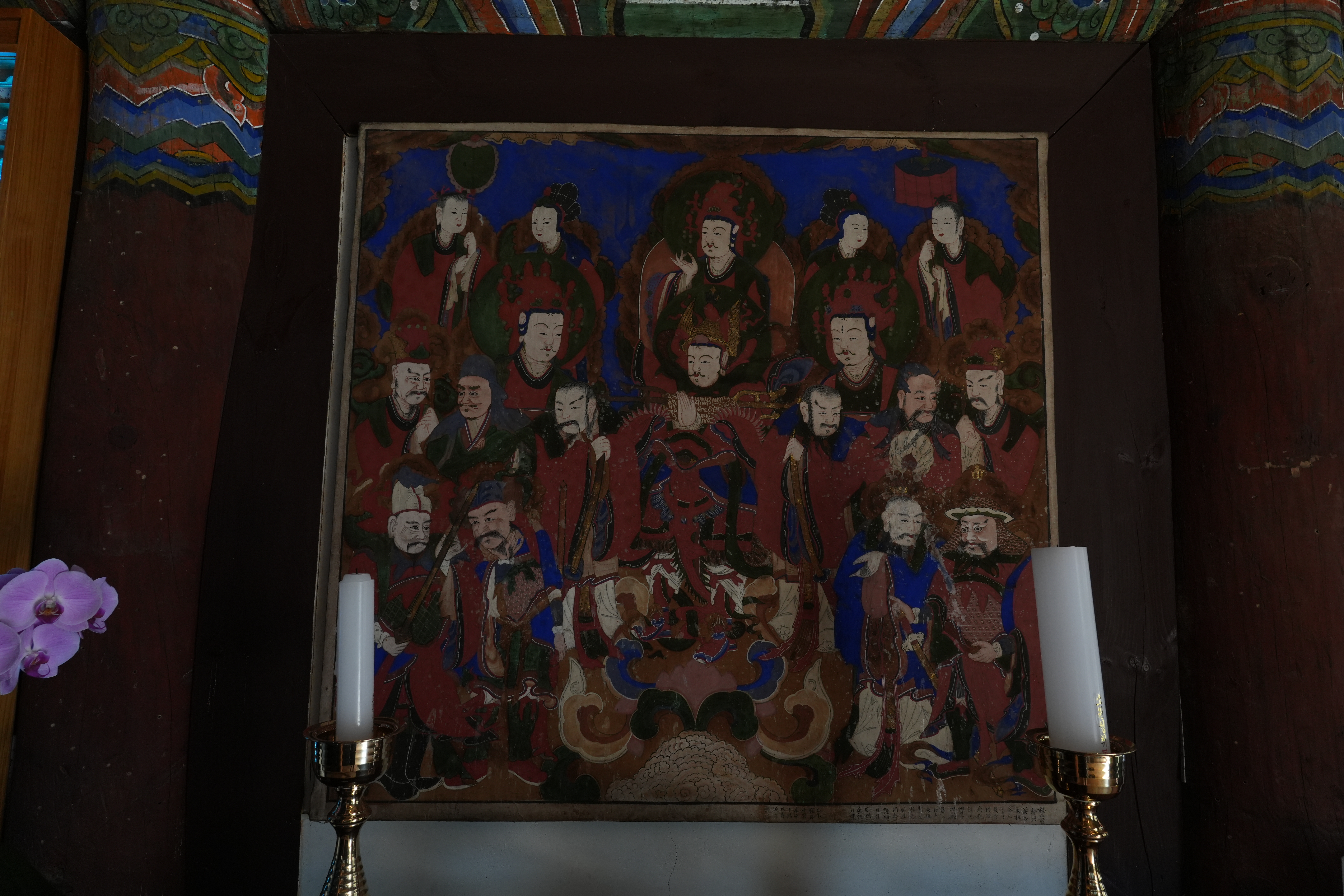
측면 불화
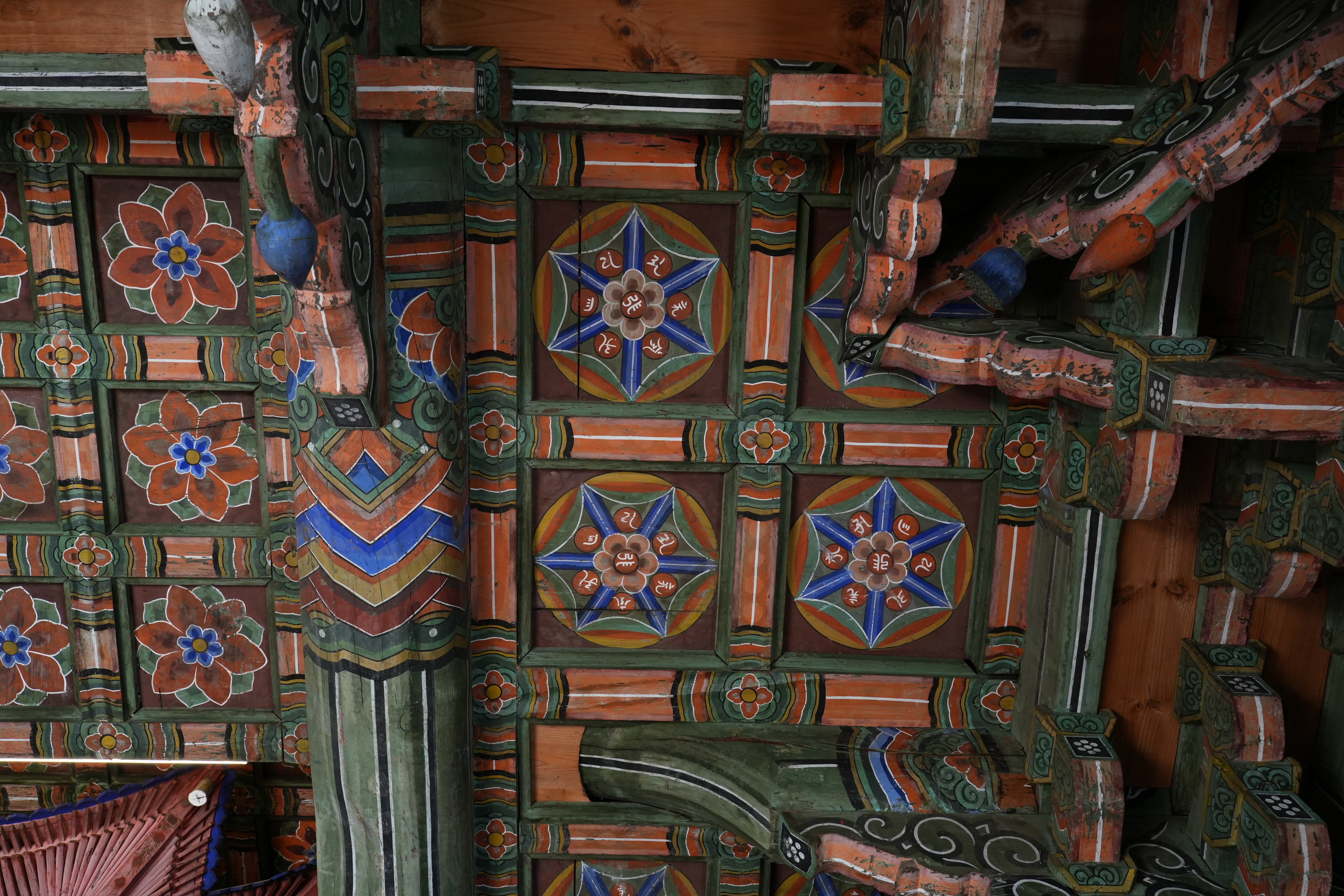
천장
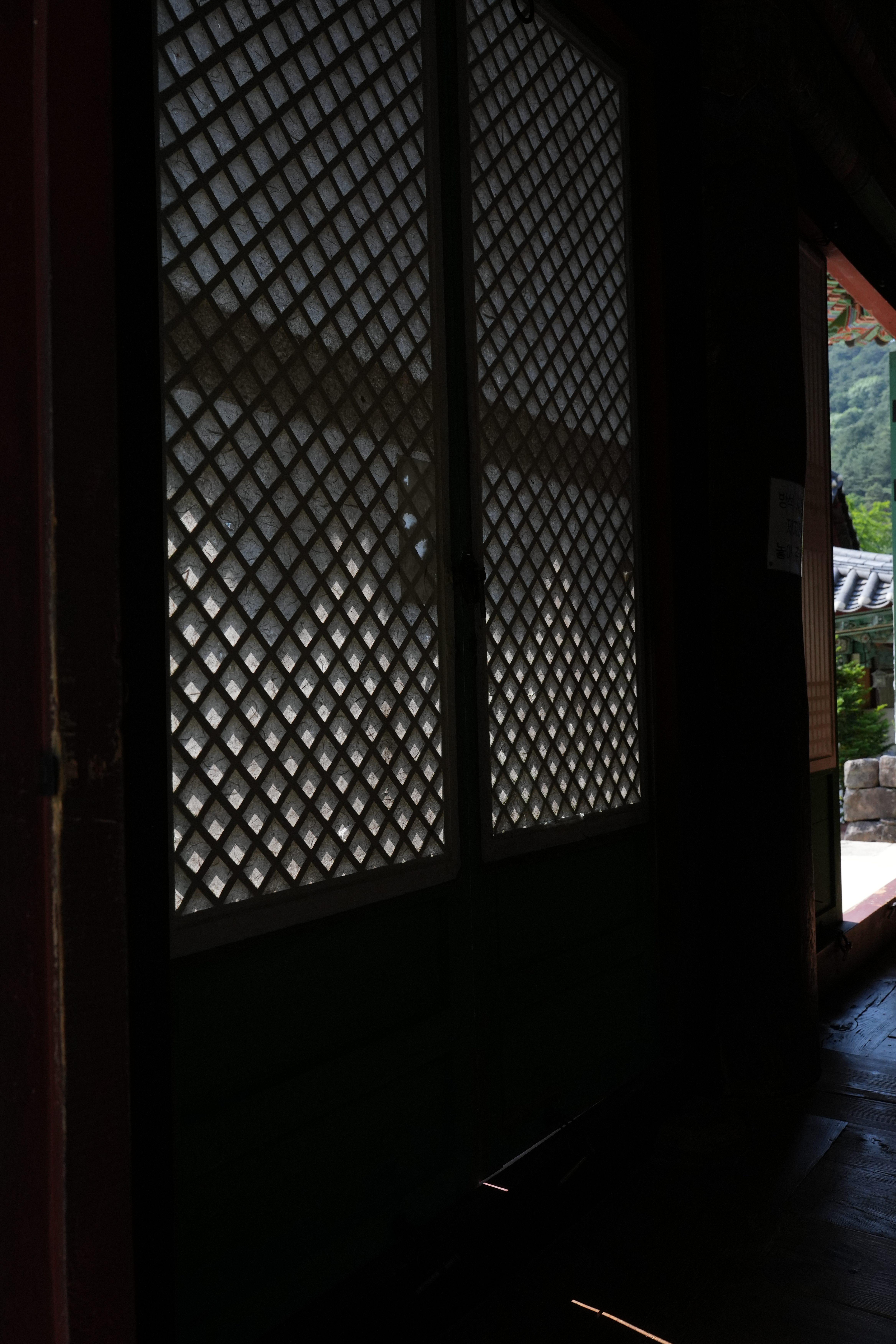
문살
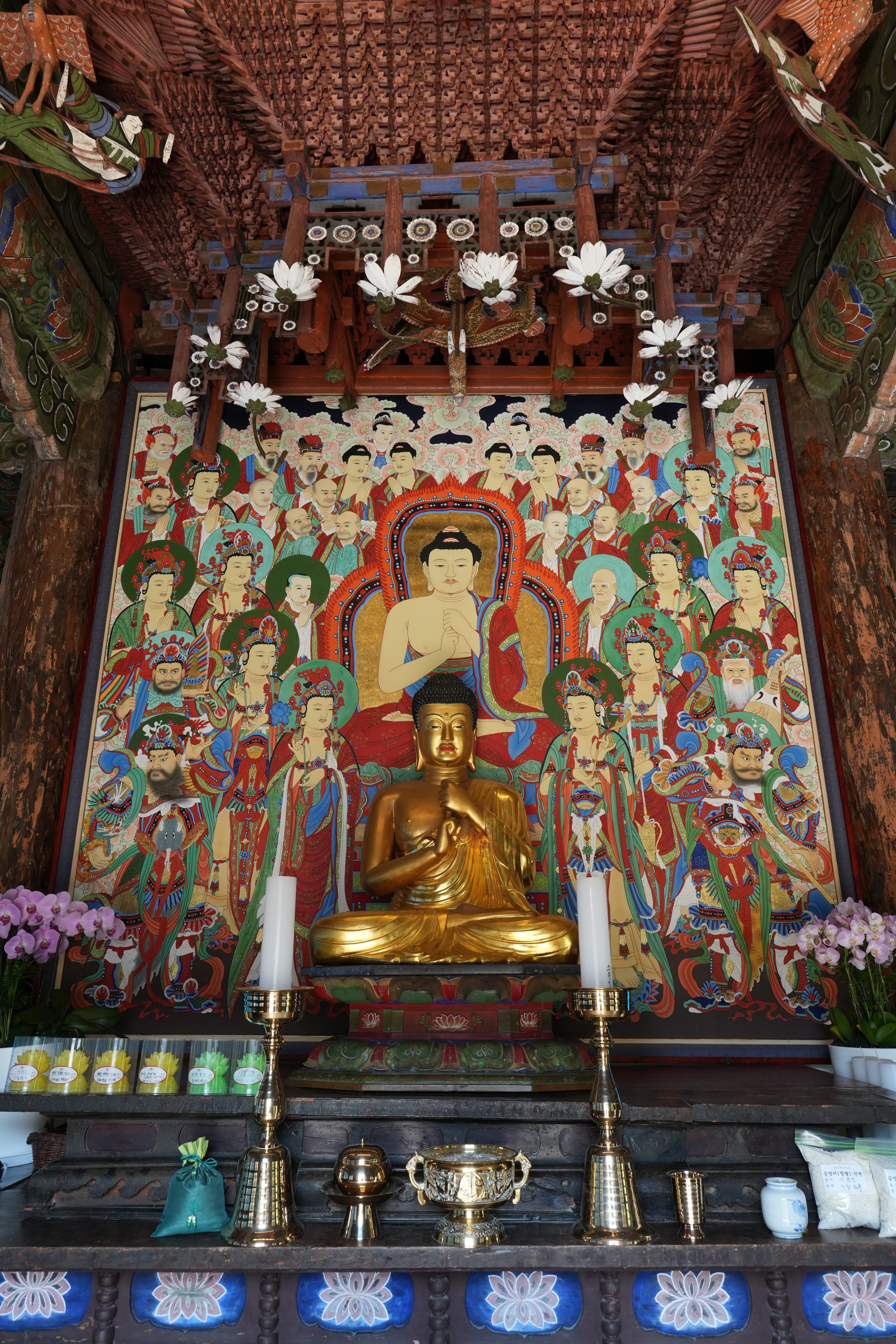
본존불

## 참고 자료
- 수타사대적광전 - 국가유산청 국가유산포털
- 이 문서에는 국가유산청에서 공공누리 제1유형으로 배포된 자료를 바탕으로 한 내용이 포함되어 있습니다.